# ایندون
| سامانه  | ردیف  | اشکوب      | سن (میلیون سال) |
| ------- | ----- | ---------- | --------------- |
| ژوراسیک | پیشین | هتانجین    | → پس از آن      |
| تریاس   | پسین  | راتین      | ۲۰۱٫۳–۲۰۸٫۵     |
| تریاس   | پسین  | نورین      | ۲۰۸٫۵–۲۲۸       |
| تریاس   | پسین  | کارنین     | ۲۲۸–۲۳۵         |
| تریاس   | میانه | لادینین    | ۲۴۲–۲۳۵         |
| تریاس   | میانه | آنیسین     | ۲۴۲–۲۴۷٫۲       |
| تریاس   | پیشین | اولنکین    | ۲۴۷٫۲–۲۵۱٫۲     |
| تریاس   | پیشین | ایندون     | ۲۵۱٫۲–۲۵۲٫۲     |
| پرمین   | پرمین | چانگسینگین | → پیش از آن     |

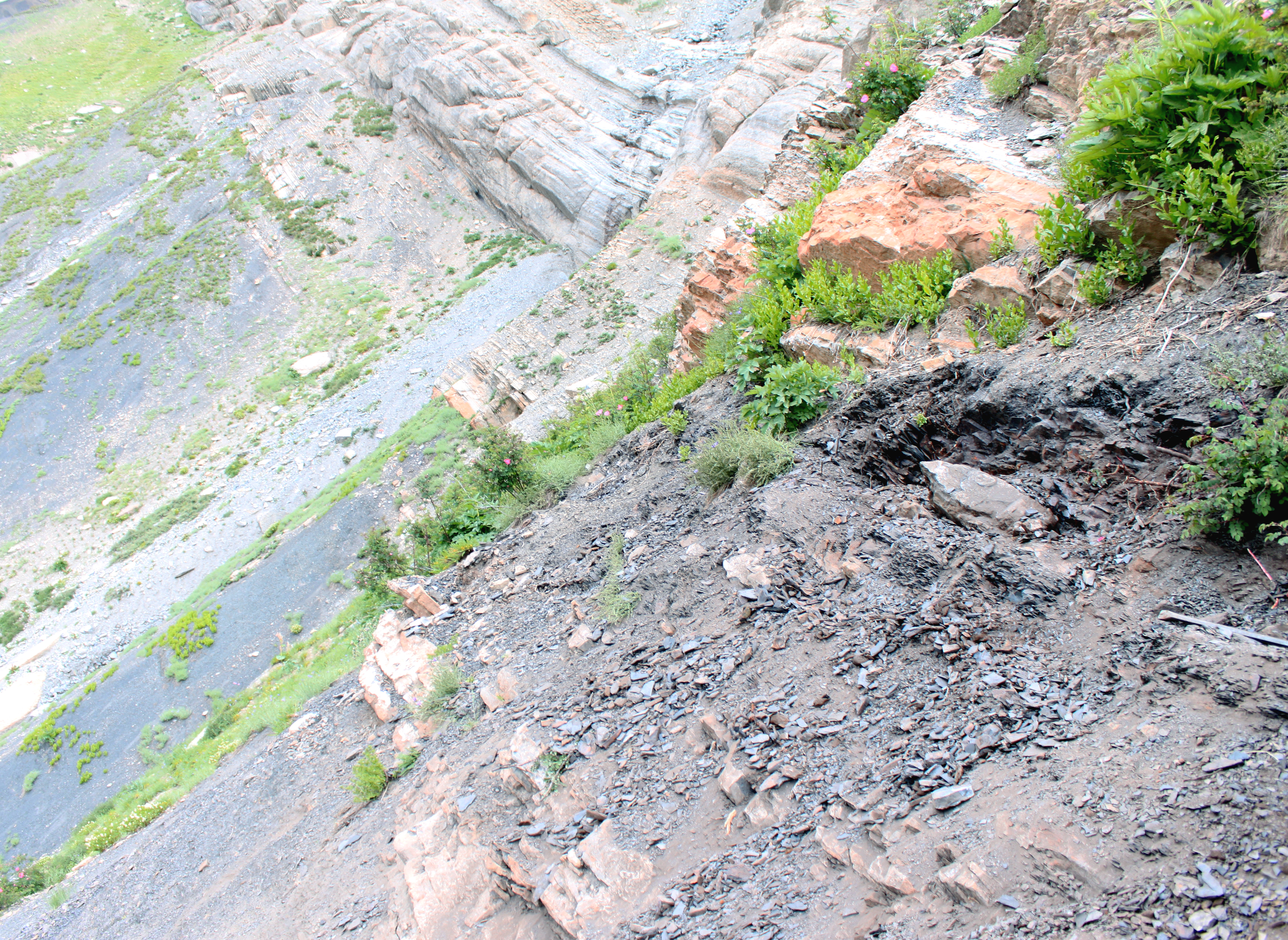
لایه‌های سنگی (ناحیه لاهاول و اسپیتی، هند)

ایندون (انگلیسی: Induan) در مقیاس زمانی زمین‌شناسی، اشکوب زیرین یا نخستین عصر از ردیف یا دور تریاس پیشین به‌شمار می‌رود. ایندون در ستون چینه‌شناسی پس از اشکوب چانگسینگین و پیش از اولنکین جای می‌گیرد. عصر ایندون از حدود ۰٫۰۶ ± ۲۵۲٫۱۷ میلیون سال پیش آغاز شده و تا ۲۵۱٫۲ میلیون سال پیش ادامه یافت.

## دیرینه‌شناسی
ایندون دوره زمانی پس از رویداد انقراض پرمین-تریاسه که در اواخر دوره پرمین روی داد را پوشش می‌دهد. تنوع زیستی و تنوع گونه‌ها در طول این عصر از تریاس در سطح پایینی باقی ماند، به گونه‌ای که بیشتر سطح زمین فاقد حیات، بیابانی و گرم و خشک باقی ماند. گونه‌هایی از جانوران مانند شاخ‌قوچیان، ماهی‌ها، حشرات، و چهاراندامان (سگ‌داندان‌ها، دوزیستان، خزندگان و مانند آن‌ها) به شکل کمیاب باقی‌مانده و زیست‌سامانه‌های زمینی تا حدود مدت ۳۰ میلیون سال بازیابی نشدند.